# I.O.N.
I.O.N. (イ・オ・ン?, ION) è un manga shōjo con elementi magico-soprannaturali di Arina Tanemura. Pubblicato nel 1997 da Shūeisha sulla rivista Ribon, l'opera è stata poi raccolta in un volume, pubblicata in Italia da Panini Comics nel 2009.
Primo lavoro della mangaka Tanemura, il titolo della serie e il nome della protagonista sono stati ispirati dalla visione di un talk show scientifico dell'emittente NHK incentrato sulle particelle e gli ioni.

## Trama
Ion sin da bambina è convinta che, dopo aver pronunciato il proprio nome come una formula magica, i suoi problemi si sistemino.
A scuola conosce Mikado, studente geniale che ricerca i poteri ESP e il modo di risvegliarli.
Seguendo le ricerche del suo predecessore Mikado riesce a mettere a punto una pietra capace di attivare i poteri cerebrali latenti, ma ogni tentativo di utilizzarla non ha successo. A scuola durante un incendio un potente raggio investe Ion e la pietra. La ragazza da quel giorno riesce a fare cose prodigiose, come il volo e la telecinesi.
Persino quando la ex di Mikado e rivale in amore di Ion cerca di sfidare la giovane a gareggiare in prove soprannaturali, Ion pronunciando il suo nome trionfa sempre. L'unico cruccio della ragazza è la sua relazione con Mikado, che sembra vederla come una semplice cavia ed oggetto di studio. 
Persino quando i due, ormai intimi, stanno per lasciarsi trasportare dalla passione, i dubbi di Mikado sui propri sentimenti lo allontanano da Ion, che resta profondamente ferita. A scuotere Mikado dai dubbi è tuttavia il rivale, presidente del consiglio studentesco e corteggiatore di Ion di lunga data, Koki; questi accetta di competere con Mikado per il cuore della giovane.
Quando un terromoto colpisce la scuola, Ion usa i suoi poteri per salvare tutti gli studenti e, sfinita, sviene. Al suo risveglio si trova circondata dagli amici e dalla madre, che la informa che suo padre è stato l'inventore della pietra con cui è venuta in contatto e che già da piccola, dopo aver inghiottitio un prototipo di quella sostanza, ha manifestato i suoi poteri. L'evento spiega così finalmente a Ion il meccanismo all'apparenza favoloso della formula magica legata al suo nome.
Dopo l'incidente sismico, Ion e Mikado si riavvicinano e il ragazzo, dato che la pietra da lui creata è andata distrutta, si accontenta di frequentare la sola e semplice Ion che ama, tuttavia a lei sono ancora rimasti i poteri e, nonostante la grande apprensione del giovane genietto, Ion si diverte ancora ad usarli.

## Personaggi
Ion Tsuburagi (粒 依音?, Tsuburagi Ion)
Mikado Horai (宝来 帝?, Hōrai Mikado)
Kōki Shiraishi (白石 広貴?, Shiraishi Kōki)Koki
Presidente del consiglio studentesco da sempre innamorato di Ion. Comanda a bacchetta il piccolo Tagosaku. Sebbene possa essere molto insistente ed irritante, è proprio questo atteggiamento a spronare poi Mikado a rivedere le proprie azioni e ad essere più sincero con se stesso e i suoi sentimenti.
Tagosaku (田吾作?)
Ragazzo imprevedibile particolarmente fedele a Koki, di cui esegue ogni ordine.
Kiyono (清乃?) e Manami (愛美?)
Compagne di classe di Ion e sue amiche, la aiutano spesso nelle sue rocambolesche fughe dal presidente.
Ai Minase (水瀬 藍?, Minase Ai)
Ex-compagna di classe di Mikado e sua ex-fidanzata, Ai ha preferito lasciare il giovane perché interessato solo alla ricerca scientifica. Dotata di blandi poteri soprannaturali e scopertasi ancora interessata a Mikado, sfida apertamente Ion per ottenere le attenzioni del giovane. Sebbene concorrente sleale, Ai viene comunque salvata da ogni pericolo da Ion; questo gesto porta infine la ragazza ad un atteggiamento più conciliante nei confronti della rivale e a considerarla infine come una vera amica. L'amicizia con Ion la porta inoltre a mettere in guardia Mikado affinché questi non ferisca i sentimenti della giovane Ion se solo interessato alla scienza.